# زبونية

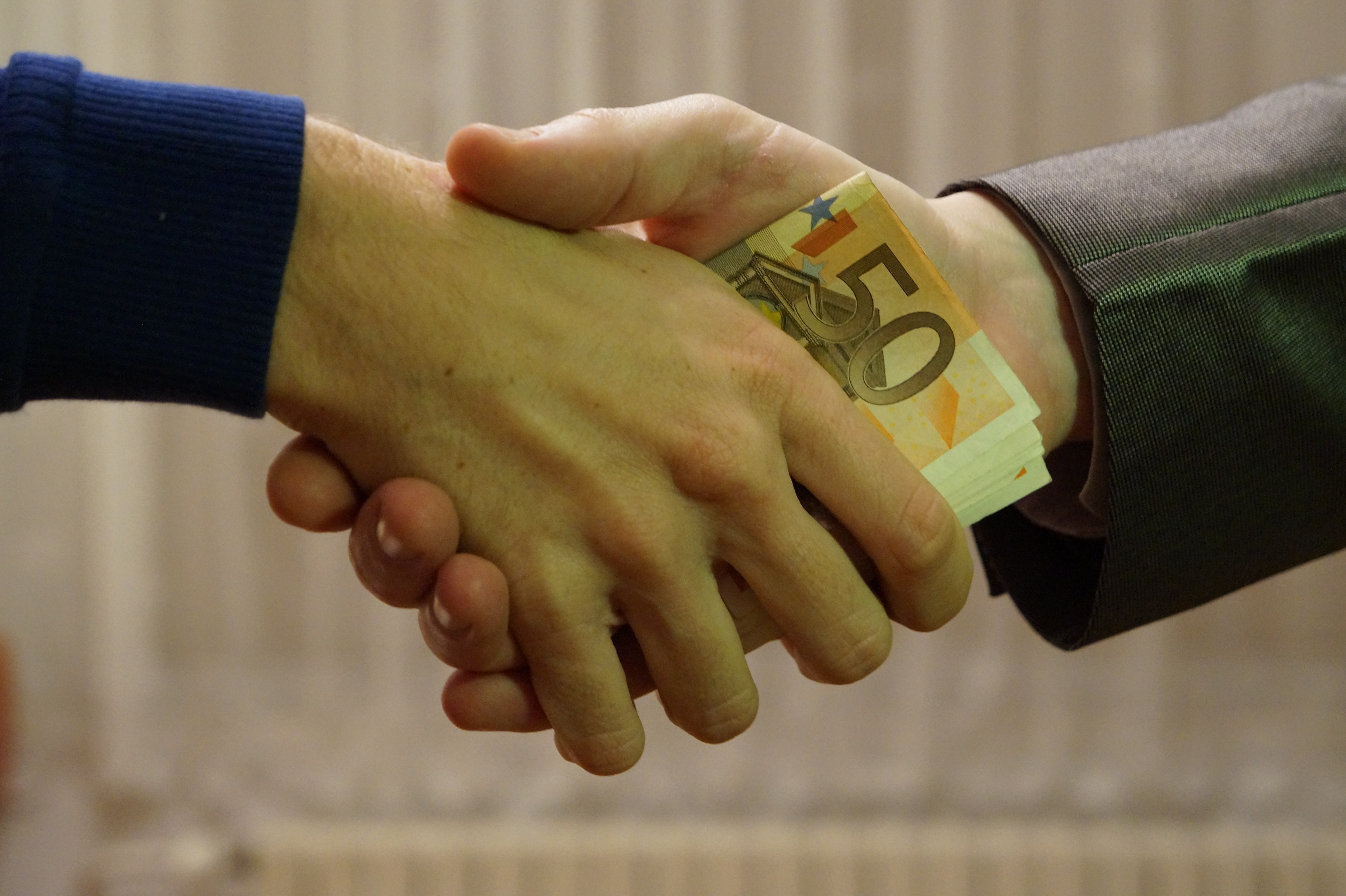

 زبونية  (إنجليزية:Clientelism) هو نظام سياسي واجتماعي يصف علاقات غير متكافئة وغير ندية بين مجموعات من الفاعلين السياسيين ينقسمون إلى رعاة Patrons وعملاء Clients وأحزاب سياسية.
إصطلاحاً، يمكن تعريفها بأنها نظام اجتماعي وسياسي قائم على المحسوبية. عمل يسمح للزبائن والرعاة من الاستفادة من الدعم المشترك كونهم يوازون بعضهم البعض على أصعدة سياسية، اجتماعية، وإدارية مختلفة.
هناك اختلاف بين علماء السياسة في تعريف المصطلح، ولكنه غالباً مايستخدم في إطار سلبي. لارتباطه بالفساد السياسي والإداري وعرقلة مؤسسات الدولة ومخالفته للقيم الديمقراطية.

## الآلية
يعود أصل هذه الممارسة إلى روما القديمة، حيث يعتبر تفهم العلاقة بين الراعي والعميل عنصرا حاسما في فهم العملية السياسية في ذلك الزمن، حيث توجد منافع متبادلة، ولكنها هرمية وغير متكافئة. يمكن تعريف نظام الزبائنية بأنه ترتيب أو تفاهم متبادل بين شخص (راعي) لديه السلطة والمال، وعميل (زبون) أدنى منه ويستفيد من نفوذه وتأثيره، حيث يوفر الراعي سلعاً وفرصاً مختلفة، ويضع نفسه في المناصب التي تمكنه من تحويل الموارد والخدمات لصالحه، بينما مهمة عملاء هذا الراعي هي شراء التأييد لهن وفي بعض الحالات سشترون له الأصوات الانتخابية.
وغالبا ما تكون أصول وموارد العميل محدودة، فيلجأ الراعي لتسخير موارده الكبيرة ليتمكن العملاء من توسيع شبكات المؤيدين المحتملين.
المحسوبية وشراء الأصوات أو الدعم مجرد فئة فرعية من الزبائنية.
ويعرف شراء الأصوات باعتباره التوفير المباشر للسلع أو الخدمات مقابل الدعم السياسي أو التصويت.
المفتاح لفهم الزبائنية لا يأتي بمجرد الإشارة إلى المنفعة المتبادلة، بل وبالتأكيد - كذلك - على انعدام التماثل والتكافؤ في السلطة والمواقف بين الرعاة والعملاء. فالرعاة يعتمدون على تبعية وخضوع عملائهم مقابل بعض الفوائد لاستمرار الدعم السياسي.

## تداعيات
الزبائنية ظاهرة سلبية وينظر إليها نظرة سلبية بسبب توليدها لإيرادات خاصة للرعاة والعملاء، لكنها إيرادات تأتي على حساب أعضاء المجتمع الذين ليسوا جزءا من شبكة المحسوبية، وتعرقل إيرادات هؤلاء الأعضاء.
تختلف كإستراتيجية كثيرا عن الإستراتيجيات السياسية التي تعتمد على المناشدات لدعم أهداف أو برامج سياسية معينة تعم فائدتها المجتمع الأوسع والتي تشدد على مستوى كفاءة وقدرات أعلى. الزبائنية كعلامة من علامات الضعف السياسي والفساد، تعالج بالحد منها، أو التقليل من تأثيرها عبر عملية تحديث أو تقويم سياسية ومؤسسية.
ويمكن التدليل على مكافحة الزبائنية في الولايات المتحدة بتجريم شراء الدعم غير قانوني في الولايات المتحدة، سواء كان عن طريق نقل السلع مباشرة أو توفير فرص عمل مقابل التأييد.